# Deudorix ignita
Deudorix ignita är en fjärilsart som beskrevs av Murinus Cornelis Piepers och Pieter Cornelius Tobias Snellen 1918. Deudorix ignita ingår i släktet Deudorix och familjen juvelvingar. Inga underarter finns listade i Catalogue of Life.